# Colombière-hágó
A Colombière-hágó (franciául: Col de la Colombière) egy 1613 m magas hegyi hágó a Nyugati-Alpokban, a Bornes-hegycsoportban (Massif des Bornes), a franciaországi Haute-Savoie megyében. Összeköttetést biztosít az Arve folyó völgyében található Cluses és a valamint Le Grand-Bornand között. A hágó alatti községek Le Grand-Bornand és Scionzier.
A hágó nem jelentős közlekedési útvonal, mert jobbak a környező utak, különösen az A40-es autópálya.

## Az emelkedő
Bár a hágó nem nagyon magas, az út mégis nehéz a kerékpározók számára.
Cluses felől indulva Scionizernél kezdődik az emelkedő. Innen 16,3 km hosszú az út, amely alatt 1108 méter szintkülönbséget kell leküzdeni (átlagos emelkedés 6,8%). A legnehezebb szakasz 10,2%-os a hágó legmagasabb pontja előtt. Le Grand-Bornand irányából a Col de la Colombière 11,7 km hosszú és 690 métert emelkedik az út (átlagos emelkedés 5,9%).

## Tour de France

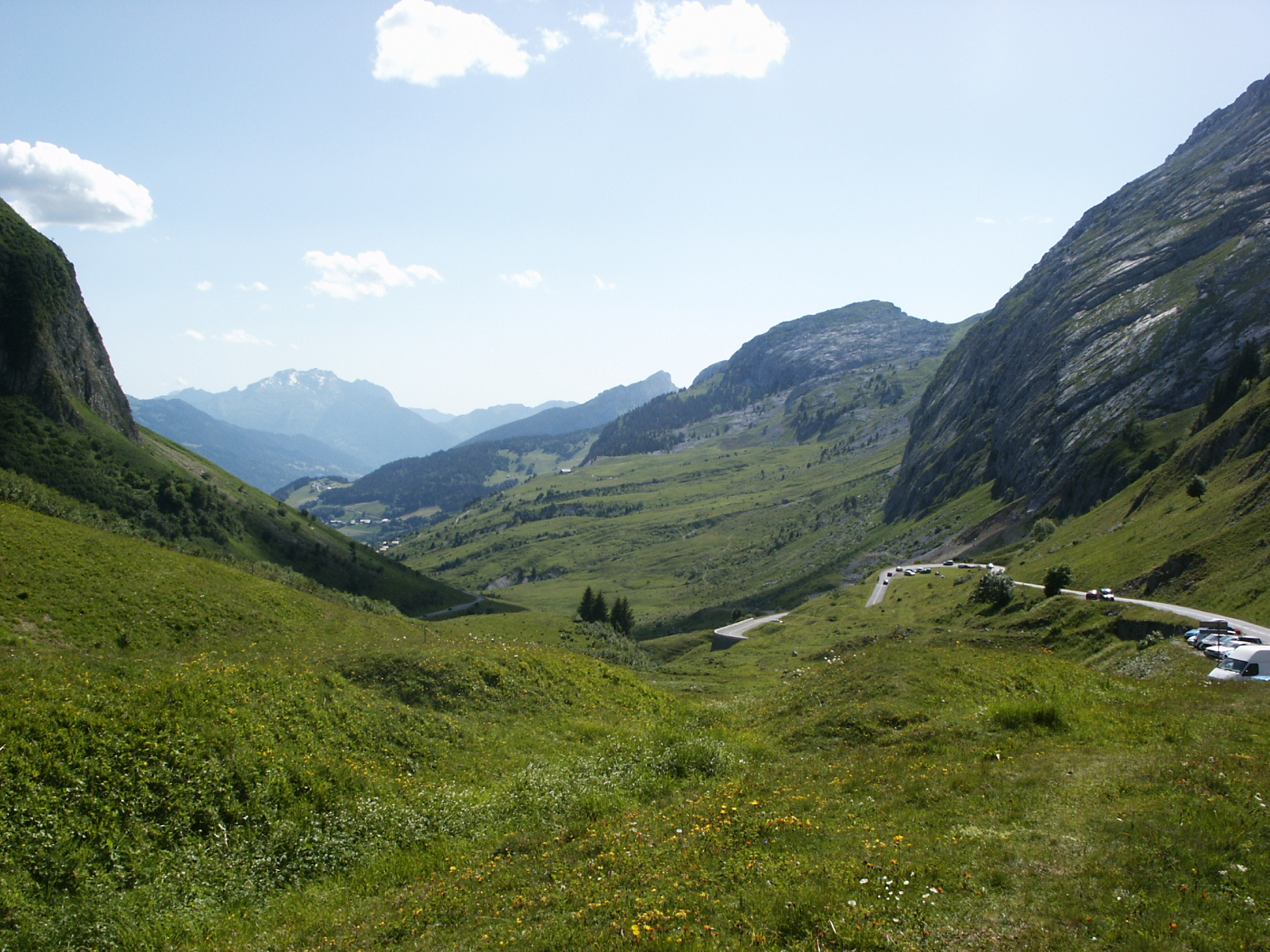
Kilátás a hágóból: a déli rámpa utolsó kanyarjai

A hágó első alkalommal 1960-ban volt a Tour de France útvonalának része és azóta 18 alkalommal érintette a verseny.
| Év   | Szakasz | Kategória | Szakasz rajtja          | Szakasz célja           | Hajrá győztese       |
| ---- | ------- | --------- | ----------------------- | ----------------------- | -------------------- |
| 2010 | 9       | 1         | Avoriaz                 | Saint-Jean-de-Maurienne | Christophe Moreau    |
| 2009 | 17      | 1         | Bourg-Saint-Maurice     | Le-Grand-Bornand        | Fränk Schleck        |
| 2007 | 7       | 1         | Bourg-en-Bresse         | Le-Grand-Bornand        | Linus Gerdemann      |
| 2006 | 17      | 1         | Saint-Jean-de-Maurienne | Morzine                 | Floyd Landis         |
| 2002 | 17      | 1         | Aime                    | Cluses                  | Mario Aerts          |
| 2000 | 16      | 1         | Courchevel              | Morzine                 | Marco Pantani        |
| 1997 | 15      | 1         | Courchevel              | Morzine                 | Richard Virenque     |
| 1994 | 18      | 1         | Moutiers                | Cluses                  | Pjotr Ugrumov        |
| 1991 | 18      | 1         | Bourg-d'Oisans          | Morzine                 | Thierry Claveyrolat  |
| 1990 | 10      | 1         | Genf                    | St-Gervais              | Thierry Claveyrolat  |
| 1987 | 22      | 1         | La Plagne               | Morzine                 | Eduardo Chozas       |
| 1985 | 12      | 1         | Morzine                 | Lans-en-Vercors         | Luis Herrera         |
| 1984 | 17      | 1         | La Plagne               | Morzine                 | Jérôme Simon         |
| 1983 | 18      | 1         | Bourg-d'Oisans          | Morzine                 | Jacques Michaud      |
| 1982 | 18      | 1         | Bourg-d'Oisans          | Morzine                 | Jean-René Bernaudeau |
| 1980 | 18      | 1         | Morzine                 | Prapoutel-les Sept Laux | Ludo Loos            |
| 1978 | 17      | 1         | Grenoble                | Morzine                 | René Bittinger       |
| 1975 | 17      | 2         | Valloire                | Morzine-Avoriaz         | Vicente Lopez-Carril |
| 1968 | 19      | 2         | Grenoble                | Sallanches              | Barry Hoban          |
| 1960 | 18      | 2         | Aix-les-Bains           | Thonon-les-Bains        | Fernando Manzanèque  |